# Lothar Greil
Lothar Greil (* 14. Februar 1925 in Wien; † Herbst 2007 in Windhaag bei Perg, Österreich) war ein österreichischer rechtsextremer Publizist.

## Leben
Er lebte bis zu seinem Tod in Windhaag bei Perg, Österreich.

## Funktionen
Greil war im „Dritten Reich“ Funktionär der Hitler-Jugend (HJ), er trat zum 20. August 1942 der Waffen-SS bei und war SS-Untersturmführer. Später war er unter anderem stellvertretender Präsident der Notverwaltung des Deutschen Ostens (NDO) und Funktionär der Organisation Hilfsgemeinschaft auf Gegenseitigkeit der Soldaten der ehemaligen Waffen-SS (HIAG).

## Publikationen
Mehrfach publizierte Greil Aufsätze in den Unabhängigen Nachrichten (UN) und in den Huttenbriefen. In seinen Büchern, darunter Titel wie Marzabotto, Begriff eines infamen Weltbetruges: in Gaeta lebendig begraben: Major Walter Reder, Opfer italienischer „Friedenspolitik“. Eine Dokumentation (drei Auflagen bis 1977), Oberst der Waffen-SS Joachim Peiper und der Malmedy-Prozeß (fünf Auflagen bis 1980) und Gloria mundi. Invasion 1944. Letzter Großkampf gegen Feind und Verrat. Der toten Deutschen Tatenruhm (1984) mit einem Anhang Das war die Waffen-SS: ein Beitrag zur Geschichte der Truppe/Dokumente Historische Wahrheit: Lidice - Oradour - Malmedy - Marzabotto - Der Fall Siebken/Dienstgradabzeichen der Waffen-SS, widmete er sich in erster Linie der Verherrlichung der Schutzstaffel und der Leugnung bzw. Relativierung ihrer Verbrechen wie den Massakern in Lidice (Tschechien) 1942, Marzabotto (Italien), Oradour-sur-Glane (Frankreich) und Malmedy (Belgien) (alle 1944).
2002 erschien ein 80-seitiges Heft mit dem Titel Um Sein oder Nichtsein. Deutsche Schicksaljahre 1918–1945, das „den betrogenen Generationen der Nachkriegszeit seit 1945“ gewidmet ist. Es soll „den jungen Leser – aber auch den unsicheren oder fehlunterrichteten ‚Alten‘– der Mühe (entheben), ganze Büchereien durchforsten zu müssen, um die ganze Wahrheit zu erfahren“. Dies heißt für Greil, dass Deutschland durch ein „Provokationsspiel der Feinde Deutschlands“ in den Zweiten Weltkrieg getrieben wurde und sich nur durch einen Präventivschlag vor der „bolschewistischen Weltrevolution“ habe retten können. Die Broschüre wurde durch die die „Staatskanzlei“ der „Vereinigten Länder des Deutschen Ostens im Deutschen Reich“ in Hamburg herausgegeben und über die „Gemeinschaft Deutscher Osten“ in Augsburg vertrieben.
In anderen Arbeiten, insbesondere dem heute noch verbreiteten Buch Slawenlegende. Die deutschen Opfer einer irrigen Geschichtsbetrachtung. Aufklärungsdokumentation griff er ältere Ansätze wie von Walther Steller auf und versuchte mit mehr oder wenigen geschickten Verdrehungen von Fakten und Missinterpretationen zu belegen, dass die Slawen eigentlich Ostgermanen sein. Beide Auflagen dieses Buches erschienen 1971 und 1972 wie auch andere seiner Werke im Volkstum-Verlag.

## Schriften
- Die Wahrheit über Malmedy. Dokumentar-Reihe Nr. 1. 3. Aufl. Schild-Verlag München-Lochhausen 1958.
- Die Lüge von Marzabotto. Ein Dokumentarbericht über den Fall Major Reder. Dokumentar-Reihe Nr. 2. Schild-Verl. München-Lochhausen 1959.
- Österreich 1918 - 1938. Eine Dokumentation. Zeitgeschichte. Volkstum-Verl. Wien 1970.
- Slawenlegende. Die Deutschen, Opfer einer irrigen Geschichtsbetrachtung. Aufklärungs-Dokumentation. Volkstum-Verl. Wien u. a. 1971. (2. erg. u. erw. Aufl. Landig. Wien, München 1972; 4. erg. u. erw. Aufl. AKZ-Schlee. Eschweiler 1988)
- Marzabotto, Begriff eines infamen Weltbetruges. In Gaeta lebendig begraben: Major Walter Reder, Opfer italienischer „Friedenspolitik“ - eine Dokumentation 3., erg. Aufl. Greil. München 1977.
- Oberst der Waffen-SS Joachim Peiper und der Malmedy-Prozess 4., überarb. u. erw. Aufl. Schild-Verlag. München-Lochhausen 1977. ISBN 3-88014-060-X.
- Gloria mundi. Invasion 1944 letzter Grosskampf gegen Feind und Verrat. Der toten Deutschen Tatenruhm. Iptinger Buchverl. Wiernsheim-Iptingen 1984. ISBN 3-923568-03-7